# Altonaer Fußball-Club von 1893 2020-2021
Questa voce raccoglie le informazioni riguardanti l'Altonaer Fußball-Club von 1893 nelle competizioni ufficiali della stagione 2020-2021.

## Stagione
Nella stagione 2020-2021 l'Altona 93, allenato da Andreas Bergmann, concluse il campionato di Regionalliga nord all'11º posto.

## Rosa
| N. |                               | Ruolo | Calciatore        |
| -- | ----------------------------- | ----- | ----------------- |
| 1  | Germania (bandiera)           | P     | Tobias Braun      |
| 2  | Corea del Sud (bandiera)      | D     | Incheol Choi      |
| 3  | Stati Uniti (bandiera)        | D     | Dallas Aminzadeh  |
| 4  | Stati Uniti (bandiera)        | C     | Alex Zarikos      |
| 5  | Germania (bandiera)           | D     | William Wachowski |
| 7  | Gambia (bandiera)             | A     | Aladji Barrie     |
| 8  | Germania (bandiera)           | D     | Marco Heskamp     |
| 9  | Germania (bandiera)           | A     | Marcel Lück       |
| 10 | Germania (bandiera)           | C     | Dennis Rosin      |
| 11 | Germania (bandiera)           | C     | Ole Wohlers       |
| 13 | Macedonia del Nord (bandiera) | D     | Ersen Asani       |
| 15 | Germania (bandiera)           | A     | Emre Töremis      |
| 16 | Germania (bandiera)           | A     | Kevin Krottke     |

| N. |                                 | Ruolo | Calciatore           |
| -- | ------------------------------- | ----- | -------------------- |
| 17 | Germania (bandiera)             | C     | Valentin Brandis     |
| 18 | Costa d'Avorio (bandiera)       | A     | Armel Gohoua         |
| 19 | Germania (bandiera)             | D     | Leon Mundhenk        |
| 20 | Portogallo (bandiera)           | A     | Dominik Akyol        |
| 21 | Portogallo (bandiera)           | A     | Silva Monteiro       |
| 22 | Germania (bandiera)             | D     | Benjamin Safo-Mensah |
| 23 | Germania (bandiera)             | A     | Moritz Kloß          |
| 26 | Germania (bandiera)             | C     | Niklas Siebert       |
| 27 | Bosnia ed Erzegovina (bandiera) | C     | Nikola Kosanić       |
| 30 | Germania (bandiera)             | P     | Nathanael Sallah     |
| 31 | Austria (bandiera)              | D     | Hendrik Bombek       |
| 33 | Germania (bandiera)             | P     | Frederick Lorenzen   |

## Organigramma societario
Area tecnica
- Allenatore: Andreas Bergmann
- Allenatore in seconda: Philipp Körner
- Preparatore dei portieri: Fabrizio Tuttolomondo
- Preparatori atletici:
- Analisi video:

## Calciomercato

### Sessione estiva
| Acquisti | Acquisti         | Acquisti              | Acquisti |
| R.       | Nome             | da                    | Modalità |
| -------- | ---------------- | --------------------- | -------- |
| C        | Alex Zarikos     | Niendorfer TSV II     |          |
| A        | Dominik Akyol    | Eintracht Norderstedt |          |
| A        | Kevin Krottke    | Teutonia Ottensen     |          |
| D        | Hendrik Bombek   | Lubecca II            |          |
| C        | Dennis Rosin     | Oldenburg             |          |
| A        | Aladji Barrie    | BSC Hastedt           |          |
| C        | Valentin Brandis | Amburgo U19           |          |
| P        | Tobias Braun     | Concordia Amburgo     |          |
| D        | Incheol Choi     | Victoria Amburgo      |          |
| D        | Marco Heskamp    | SV Eichede            |          |
| A        | Moritz Kloß      | Eimsbütteler TV U19   |          |

| Cessioni | Cessioni           | Cessioni         | Cessioni |
| R.       | Nome               | a                | Modalità |
| -------- | ------------------ | ---------------- | -------- |
| C        | Kubilay Büyükdemir | Phönix Lubecca   |          |
| P        | Tobias Grubba      | Niendorfer TSV   |          |
| A        | Erdogan Pini       | VfL Lohbrügge    |          |
| A        | Marco Schultz      | Imst             |          |
| C        | Bujar Sejdija      | St. Pauli II     |          |
| D        | Boris Tomiak       | F. Düsseldorf II |          |

## Risultati

### Regionalliga nord

#### Girone di andata
| Arbitro: | Bahr |

|            |           |                         |
| Bombek 11’ | Marcatori | 17’ Hyseni 90’ Gnerlich |

| Arbitro: | Strampe |

|  |           |             |
|  | Marcatori | 12’ Meißner |

| 20 settembre 2020 3ª giornata |  | – turno di riposo |  |  |

| Arbitro: | Rott |

|                  |           |            |
| Krottke 56’, 78’ | Marcatori | 40’ Koulis |

| Arbitro: | Olle |

|          |           |  |
| Pauer 6’ | Marcatori |  |

| Arbitro: | Kunkel |

|             |           |                        |
| Krottke 11’ | Marcatori | 51’ Sezer 58’ Lankford |

| Arbitro: | Yilmaz |

|            |           |                                              |
| Barrie 33’ | Marcatori | 4’ Eggert 40’ Louca 59’ Mfumu 73’ Breitkreuz |

| Arbitro: | Scharf |

|             |           |  |
| Brüning 21’ | Marcatori |  |

| Amburgo 2 dicembre 2020 9ª giornata | Altona 93 | – non disputata referto | Heider | Adolf-Jäger-Kampfbahn |

| 4 novembre 2020 10ª giornata | Weiche Flensburgo | – non disputata referto | Altona 93 |  |

| Amburgo 1º novembre 2020 11ª giornata | Altona 93 | – non disputata referto | Drochtersen-Assel | Adolf-Jäger-Kampfbahn |

#### Girone di ritorno
| 7 novembre 2020, ore CET 12ª giornata | Phönix Lubecca | – non disputata | Altona 93 |  |

| 15 novembre 2020, ore CET 13ª giornata | Amburgo II | – non disputata | Altona 93 |  |

| 22 novembre 2020 14ª giornata |  | – turno di riposo |  |  |

| 25 novembre 2020, ore CET 15ª giornata | Holstein Kiel II | – non disputata | Altona 93 |  |

| 29 novembre 2020, ore CET 16ª giornata | Altona 93 | – non disputata | Lüneburger |  |

| 6 dicembre 2020, ore CET 17ª giornata | St. Pauli II | – non disputata | Altona 93 |  |

| 9 dicembre 2020, ore CET 18ª giornata | Teutonia Ottensen | – non disputata | Altona 93 |  |

| 13 dicembre 2020, ore CET 19ª giornata | Altona 93 | – non disputata | Eintracht Norderstedt |  |

| 19 dicembre 2020, ore CET 20ª giornata | Heider | – non disputata | Altona 93 |  |

| 24 gennaio 2021, ore CET 21ª giornata | Altona 93 | – non disputata | Weiche Flensburgo |  |

| 30 gennaio 2021, ore CET 22ª giornata | Drochtersen-Assel | – non disputata | Altona 93 |  |

## Statistiche

### Statistiche di squadra
| Competizione | Punti | In casa | In casa | In casa | In casa | In casa | In casa | In trasferta | In trasferta | In trasferta | In trasferta | In trasferta | In trasferta | Totale | Totale | Totale | Totale | Totale | Totale | DR |
| Competizione | Punti | G       | V       | N       | P       | Gf      | Gs      | G            | V            | N            | P            | Gf           | Gs           | G      | V      | N      | P      | Gf     | Gs     | DR |
| ------------ | ----- | ------- | ------- | ------- | ------- | ------- | ------- | ------------ | ------------ | ------------ | ------------ | ------------ | ------------ | ------ | ------ | ------ | ------ | ------ | ------ | -- |
| Regionalliga | 3     | 5       | 1       | 0       | 4       | 5       | 10      | 2            | 0            | 0            | 2            | 0            | 2            | 7      | 1      | 0      | 6      | 5      | 12     | -7 |
| Totale       | 3     | 5       | 1       | 0       | 4       | 5       | 10      | 2            | 0            | 0            | 2            | 0            | 2            | 7      | 1      | 0      | 6      | 5      | 12     | -7 |

### Andamento in campionato
| Giornata  | 1 | 2 | 3  | 4 | 5 | 6 | 7  | 8  | 9 | 10 | 11 | 12 | 13 | 14 | 15 | 16 | 17 | 18 | 19 | 20 | 21 | 22 |
| --------- | - | - | -- | - | - | - | -- | -- | - | -- | -- | -- | -- | -- | -- | -- | -- | -- | -- | -- | -- | -- |
| Luogo     | C | C |    | C | T | C | C  | T  | C | T  | C  | T  | T  |    | T  | C  | T  | T  | C  | T  | C  | T  |
| Risultato | P | P |    | V | P | P | P  | P  |   |    |    |    |    |    |    |    |    |    |    |    |    |    |
| Posizione | 8 | 9 | 10 | 8 | 9 | 9 | 10 | 10 |   |    |    |    |    |    |    |    |    |    |    |    |    |    |

Legenda:

Luogo: C = Casa; T = Trasferta. Risultato: V = Vittoria; N = Pareggio; P = Sconfitta.

### Statistiche dei giocatori
| D. Akyol       | 7 | 0 | 1 | 0 |
| D. Aminzadeh   | 7 | 0 | 2 | 0 |
| E. Asani       | 0 | 0 | 0 | 0 |
| A. Barrie      | 7 | 1 | 1 | 0 |
| M. Bente       | 0 | 0 | 0 | 0 |
| H. Bombek      | 6 | 1 | 1 | 0 |
| V. Brandis     | 2 | 0 | 1 | 0 |
| T. Braun       | 7 | 0 | 0 | 0 |
| I. Choi        | 0 | 0 | 0 | 0 |
| A. Gohoua      | 5 | 0 | 0 | 0 |
| M. Heskamp     | 2 | 0 | 0 | 0 |
| M. Kloß        | 1 | 0 | 0 | 0 |
| N. Kosanić     | 6 | 0 | 0 | 0 |
| K. Krottke     | 7 | 3 | 0 | 0 |
| F. Lorenzen    | 0 | 0 | 0 | 0 |
| M. Lück        | 0 | 0 | 0 | 0 |
| S. Monteiro    | 6 | 0 | 0 | 0 |
| L. Mundhenk    | 7 | 0 | 1 | 0 |
| D. Rosin       | 7 | 0 | 2 | 0 |
| B. Safo-Mensah | 7 | 0 | 1 | 0 |
| N. Sallah      | 0 | 0 | 0 | 0 |
| N. Siebert     | 4 | 0 | 1 | 0 |
| E. Töremis     | 6 | 0 | 0 | 0 |
| W. Wachowski   | 6 | 0 | 1 | 0 |
| O. Wohlers     | 5 | 0 | 2 | 0 |
| A. Zarikos     | 0 | 0 | 0 | 0 |